# Эймар, Пётр Юлиан
Пётр Юлиа́н Эйма́р (фр. Pierre Julien Eymard; 4 февраля 1811[…], Ла-Мюр — 1 августа 1868[…], Ла-Мюр) — святой Римско-Католической Церкви, священник, монах, основатель мужской монашеской конгрегации «Отцы Святых Даров» и женской монашеской конгрегации «Служительницы Святых Даров». В Католической Церкви почитается как «Апостол Евхаристии».

## Биография
В юности хотел стать священником, но из-за слабого здоровья не смог с первого раза поступить в семинарию. В 1831 году поступил на обучение в семинарию города Гренобля и 20 июля 1834 года был рукоположён в священники. В 1839 году вступил в мужскую монашескую конгрегацию маристов, в которой ему поручили воспитание семинаристов. Во время Французской революции 1848 года находился в Лионе. В 1856 году после согласия настоятеля конгрегации маристов, покинул эту общину и создал в Париже новую мужскую конгрегацию «Отцы Святых Даров», настоятелем которой был до конца своей жизни.
В 1858 году организовал женскую ветвь конгрегации, которой дал похожее название — «Служительницы Святых Даров». Задачей обеих конгрегаций, созданных Петром Юлианом Эймаром, было соединение созерцательной и деятельной духовной жизни. Особенное внимание в этих конгрегациях было сосредоточено вокруг Святой Евхаристии. Пётр Юлиан Эймар был сторонником частого Причащения, что в то время было не свойственно духовной практике Католической Церкви. Практика ежедневного принятия Святой Евхаристии было позднее одобрено римским папой Пием X в 1905 году.
Пётр Юлиан Эймар умер 1 августа 1868 года, в 1887 году его мощи были перевезены в Париж и захоронены в церкви Тела Господня.

## Прославление
22 июля 1925 года Пётр Юлиан Эймар был причислен к лику блаженных и канонизирован в лике святого 9 декабря 1962 года римским папой Иоанном XXIII.
Память святого Петра Юлиана Эймара в Католической церкви — 2 августа.

## Источник
- Католическая Энциклопедия, т.3, изд. Францисканцев, М., 2007, стр. 1462, ISBN 978-5-91393-016-3